# Eteläsaari
Eteläsaari är en ö i Finland. Den ligger i sjön Pälkänevesi och i kommunen Pälkäne i den ekonomiska regionen Tammerfors och landskapet Birkaland, i den södra delen av landet, 140 km norr om huvudstaden Helsingfors. Öns area är 5,6 hektar och dess största längd är 0,5 kilometer i öst-västlig riktning.